# Otterbäcken
Otterbäcken är en tätort i Gullspångs kommun, belägen vid Vänern där det finns en av de djupaste hamnarna i sjön.
Otterbäckens kyrka invigdes 1965.
Otterbäcken har två stora industrier, Vänerply och Jonsac.
Här finns också ett bandylag, Otterbäckens BK, som länge varit framgångsrikt i division 1 och ungdomsbandyn.

## Historia
Natten till den 9 september 1900 kolliderade ångaren Otterbäcken, hemmahörig i Otterbäcken, på Vänern med lastångaren Agnhammar. Otterbäcken sjönk omedelbart på cirka 5 famnars djup, men samtliga 14 ombordvarande personer kunde räddas. Fartyget bärgades senare av bärgningsångaren Isbjörn

## Livsmedelsaffär
Sven-Gunnar och Brita Svensson byggde upp en ICA-butik på orten under 1960-talet. Affären överläts under 1990-talet till familjen Wall från Bäckhammar som i sin tur överlät rörelsen till två av sina anställda. 2005 lades affären ned. Sedan dess har Otterbäcken varit utan bemannad livsmedelsaffär.   Dock finns, sedan 2021, en mindre och obemannad kiosk- och livsmedelsaffär på orten. En butik som är öppen 24/7 och fungerar som ett  komplement till Gullspångs centrum några kilometer bort.  Den och pizzerian utgör numera i stort sett centrum. 

### Befolkningsutveckling
| Befolkningsutvecklingen i Otterbäcken 1960–2020 | Befolkningsutvecklingen i Otterbäcken 1960–2020 | Befolkningsutvecklingen i Otterbäcken 1960–2020 | Befolkningsutvecklingen i Otterbäcken 1960–2020 | Befolkningsutvecklingen i Otterbäcken 1960–2020 |
| ----------------------------------------------- | ----------------------------------------------- | ----------------------------------------------- | ----------------------------------------------- | ----------------------------------------------- |
|                                                 |                                                 |                                                 |                                                 |                                                 |
| År                                              |                                                 |                                                 | Folkmängd                                       | Areal (ha)                                      |
| 1960                                            | 1960                                            |                                                 | 610                                             |                                                 |
| 1965                                            | 1965                                            |                                                 | 627                                             |                                                 |
| 1970                                            | 1970                                            |                                                 | 760                                             |                                                 |
| 1975                                            | 1975                                            |                                                 | 813                                             |                                                 |
| 1980                                            | 1980                                            |                                                 | 883                                             |                                                 |
| 1990                                            | 1990                                            |                                                 | 934                                             | 144                                             |
| 1995                                            | 1995                                            |                                                 | 923                                             | 150                                             |
| 2000                                            | 2000                                            |                                                 | 846                                             | 147                                             |
| 2005                                            | 2005                                            |                                                 | 764                                             | 147                                             |
| 2010                                            | 2010                                            |                                                 | 722                                             | 147                                             |
| 2015                                            | 2015                                            |                                                 | 686                                             | 116                                             |
| 2020                                            | 2020                                            |                                                 | 614                                             | 120                                             |
|                                                 |                                                 |                                                 |                                                 |                                                 |

## Personer från Otterbäcken
- Fredrik Wikingsson